# Das Mädchen Irene
Das Mädchen Irene ist ein Filmdrama des Regisseurs Reinhold Schünzel, der gemeinsam mit Eva Leidmann auch das Drehbuch schrieb, aus dem Jahr 1936. Der Film basiert auf dem Bühnenwerk Sixteen der schottischen Autoren Aimée Stuart und Philip Stuart. In der Hauptrolle verkörpert Lil Dagover die Modeschöpferin Jennifer Lawrence, ihre Töchter werden von Sabine Peters und Geraldine Katt gespielt, ihre Mutter von Hedwig Bleibtreu und der Mann, der sie liebt, von Karl Schönböck.

## Handlung
Jennifer Lawrence ist eine erfolgreiche und berühmte Modeschöpferin, die in die in Montecarlo gelegene Villa ihrer Kundin, einer Baronin, auf einen Cocktail mit Streichquartett eingeladen wurde. Hinter ihrem Rücken wird jedoch getuschelt, dass eine einfache Schneiderin eigentlich nichts zwischen Leuten ihres Ranges zu suchen habe. Einer der Partygäste ist der Forschungsreisende John Corbett, der Jennifer, während das Streichquartett spielt, fasziniert beobachtet. Jennifer kann nur kurz bleiben, da sie einen Termin in Paris hat. Auf dem Pariser Bahnhof erwartet sie zu ihrer großen Überraschung John Corbett, der dorthin geflogen ist, um Jennifer am Bahnhof in Empfang nehmen zu können. Er spricht Jennifer auf ihr Verschwinden ohne Abschied an, woraufhin diese ihn warnt, dass sie zwei Töchter habe, die seit dem Tod ihres Mannes vor nunmehr zwölf Jahren, ihre ganze Welt seien. Nichtsdestotrotz entwickelt sich zwischen Jennifer und John sehr schnell eine Verbindung und sogar von Hochzeit ist die Rede. Jennifer hält es jedoch für angebracht, dass John erst einmal ihre Töchter kennenlernt, zumal gerade Irenes 16. Geburtstag ansteht. So fliegt das Paar gemeinsam nach London, wo die Mädchen bei ihrer Großmutter leben. Ihre Tochter Baba mag John, Irene hingegen, die sehr an ihrem verstorbenen Vater gehangen hat, begegnet ihm eher feindselig. Auch sperrt sie sich dagegen, dass ein Fremder die Rolle ihres Vaters einnehmen könnte.
Dass die Ehe mit ihrem Vater, einem eleganten Kavallerieoffizier, für ihre Mutter mehr Qual als Freude bedeutete (er hatte sein gesamtes Vermögen verspielt und nur einen riesigen Schuldenberg hinterlassen, den Jennifer mit harter Arbeit tilgen musste), weiß sie nicht. Als sie beobachtet, dass John versucht, ihrer Mutter nahe zu sein, reagiert sie regelrecht eifersüchtig und als sie dann noch einen Kuss zwischen beiden mitbekommt geradezu hysterisch. Das geht so weit, dass sie John droht. Seine Versuche, mit ihr zu reden, werden von Irene zurückgewiesen. Als John später mit Jennifer darüber spricht, bittet sie ihn, die geplante Hochzeit zu verschieben. Zu groß sind ihre Schuldgefühle ihren Kindern gegenüber.
John ist zwar verletzt, reagiert aber respektvoll und verlässt das Haus der Familie erst einmal, um allein zu sein und nachdenken zu können.
Inzwischen versucht Irenes Großmutter auf ihre Enkelin einzuwirken und bittet das Mädchen, darüber nachzudenken, dass ihre Mutter ein Recht darauf habe, nach vielen Jahren des Alleinseins wieder einen Mann an ihrer Seite zu haben. Sie appelliert an ihre Enkelin, nicht egoistisch zu sein. Zu Jennifer meint sie, dass sie nicht mit John brechen solle, da sie ihn liebe und er sie. Zwar versucht Jennifer daraufhin, John aufzuhalten, sieht aber auf dem Bahnhof nur noch den Zug abfahren. Als sie sich einem Gefühl folgend umdreht, steht hinter ihr John, der meint, er habe einfach nicht abreisen können.
Die folgende Nacht ist geprägt von der Wut Irenes, die sogar ihre jüngere Schwester schlägt, die daraufhin im Zimmer der Großmutter Zuflucht findet. Irgendwie kommt Irene in den Besitz einer Pistole, mit der sie John vor der Kirche erschießen will. Er bemerkt jedoch etwas, dreht sich zu Irene um und sieht ihr furchtlos in die Augen. Irene bringt es nun nicht mehr fertig, ihr Vorhaben auszuführen und läuft davon. Ihre Flucht führt sie zu einem Fluss, wo sie sich ertränken will.
Ihre Schwester Baba und Philip, der in Irene verliebt ist, haben das Ganze mitbekommen und suchen nach Irene. Sie kommen gerade an den Fluss, als Irenes Körper wieder an die Oberfläche drängt. Philip stürzt sich sofort ins Wasser und zieht Irene, deren Körper wieder unterzugehen droht zum Boot, das von Baba inzwischen zu beiden gelenkt wurde. Froh, dass Irene nicht tot ist, flüstert sie ihr, ihre Schwester dabei umarmend, liebevoll zu, dass sie eine dumme Ziege sei. Irene schämt sich und bittet Baba und Philip Stillschweigen gegenüber der Mutter zu bewahren über das, was sie getan habe. Irene meint noch, sie müsse krank gewesen sein, so zu reagieren, worauf Baba stoisch erwidert, „nein eifersüchtig“ auf Corbett, der doch ein so anständiger Mensch sei, und sich zwei Bälger auflade, die so frech und hysterisch seien. Und auch wenn ihre Mutter ihn heirate, bleibe sie doch immer ihre Mutti! Irene gibt ihr Recht und bestätigt Babas Aussage, sie sei wirklich eine dumme Ziege.

## Veröffentlichung Produktionsnotizen
Der Film wurde am 9. Oktober 1936 im Gloria-Palast in Berlin uraufgeführt. Weitere Erscheinungstermine (im Ausland) waren der 4. Januar 1937 in Estland, der 18. Januar 1937 in Schweden, der 31. Januar 1937 in Finnland, der 16. März 1937 in Dänemark, der 21. Mai 1938 in den USA (New York), der 4. April 1938 in Portugal und der 8. Juni 1939 in Japan. Die Drehorte waren Dahlem, Fahrland, London, Monte Carlo und Paris. Die Dreharbeiten fanden dort zwischen Juni und September 1936 statt. Die Liedtexte entstammen des Sängers und Liedtexters Franz Baumann.
Ludwig Reiber und Walter Reimann, dessen letzter abendfüllender Spielfilm dies war, waren für die Filmbauten zuständig. Ilse Fehling entwarf die Kostüme, Hermann Fritzsching sorgte für den Ton. Walter Pindter assistierte Chefkameramann Robert Baberske.

### Sonstiges
Das NS-Regime legte dem Film im Rahmen der damals üblichen Filmzensur am 8. Oktober 1936 ein Jugendverbot auf.

## Kritik
Die Österreichische Film-Zeitung schrieb: „Die Wirkung des Films beruht in der Darstellung menschlicher Alltagskonflikte und in dem gelungenen Wechsel dramatischer und heiterer Szenen, die hauptsächlich auf Rechnung von Irenes jüngerer Schwester, der vorlauten, frechen aber zuverlässigen Baba gehen. Diese Rolle spielt Geraldine Katt überaus überzeugend. Sabine Peters als Irene hat die schwere Aufgabe, die wirklichkeitsferne Schwärmerei eines jungen Mädchens darzustellen. Lil Dagover spielt die Mutter, eine schöne Frau, der man den Erfolg im Leben glaubt.“
Das Lexikon des internationalen Films befand: „Psychologisierendes Familiendrama, einfühlsam gespielt und inszeniert.“